# Chester Arthur Arnold
Chester Arthur Arnold (25 de junio de 1901 - 19 de noviembre de 1977) fue un paleobotánico estadounidense.

## Semblanza
Era hijo de los granjeros Elmer y Edith Arnold. Su familia se mudó a Ludlowville, Nueva York y concurrió a la Cornell University donde intentó estudiar agricultura. La interacción con Loren Petry, un profesor de Cornell estudiando plantas del Devónico de la región, puso a Arnold en foco con la paleobotánica. Obtuvo en 1924, su Bachelor of Science, y su Ph.D. en 1929 con la defensa de la tesis sobre la megaflora devónica. Comenzó a trabajar en la Facultad de Botánica, Universidad de Míchigan desde 1928, y pasó a curador de las colecciones de plantas fósiles en 1929. Arnold fue profesor en 1947. Mantuvo estrechas relaciones con investigadores de India, siendo amigo de Birbal Sahni, de Birbal Sahni Institute of Palaeobotany y fue huésped residente de 1958 a 1959 en el instituto. Arnold fue miembro de muchas sociedades científicas; y fue autor de Introduction to Paleobotany publicada en 1947.
Arnold desarrolló extensos estudios sobre las floras paleozoica, mesozoica y tertiaria de Norteamérica estudiando fósiles de la British Columbia de Oklahoma a Groenlandia. Durante su vida, Arnold escribió aproximadamente 121 publicaciones, sobre las coníferas fósiles de Princeton, Columbia Británica, al extinto helecho acuático, Azolla primaeva. Fue honrado con la Medalla Plateada de la Birbal Sahni Institute of Palaeobotany en 1972, y el Galardón por Servicios Distinguidos de la Sección Paleobotánica de la Botanical Society of America. Un número de plantas fósiles han sido nombradas en su honor incluyendo a Koelruteria arnoldi y a Pseudolarix arnoldi.
Arnold interactuó con varios eminentes paleobotánicos a través del occidente de USA. Mientras recolectaba fósiles con Alonzo W. Hancock en la Clarno Formation de Oregón en 1941, Arnold y Hancock recuperaron el más completo esqueleto de Miomastodon. En 1952 Arnold fue supervisor de Herman F. Becker quien extensamente estudió la Ruby Basin Flora de Montana. Otro corresponsal de Arnold fue Wesley C. Wehr, quien se convirtió en curador afiliado de Paleobotánica en la Burke Museum of Natural History and Culture de Seattle.

## Reconocimientos
Miembro de
- 1923: Academia Estadounidense de las Artes y las Ciencias.[8]